# Anolis notopholis
Espèce
Synonymes
- Norops notopholis (Boulenger, 1896)

Anolis notopholis est une espèce de sauriens de la famille des Dactyloidae. 

## Répartition
Cette espèce est endémique de Colombie.

## Publication originale
- Boulenger, 1896 : Descriptions of new reptiles and batrachians from Colombia. Annals and Magazine of Natural History, ser. 6, vol. 17, p. 16-21 (texte intégral).